# Neon Cunha
Neon dos Afonso Cunha (Belo Horizonte, 24 de Janeiro de 1970), mais conhecida como Neon Cunha, é uma mulher, negra, transgênero, referência na luta por direitos humanos e de pessoas LGBTQIAPN+ no Brasil. Entrou para a história dos direitos da população trans ao mudar o nome e o gênero em seus documentos sem que tivesse que apresentar um atestado médico. Foi o primeiro caso no Brasil de retificação de documento sem a necessidade de laudo médico, o que criou um precedente jurídico.

## Biografia

### Juventude e formação
Nascida em Belo Horizonte, Neon é filha da empregada doméstica Salete dos Afonso Cunha e do metalúrgico Odilon Domingos da Cunha, e terceira filha de um total de 10 irmãos consanguíneos e mais dois de criação. Por conta da profissão do pai, toda a família se mudou para São Bernardo do Campo no ABC Paulista quando ela tinha dois anos. Formou-se em publicidade e artes plásticas e fez carreira como funcionária pública na Prefeitura de São Bernardo do Campo, onde trabalha até hoje. Neon Cunha se entende como uma pessoa do gênero feminino desde a infância.

### Luta para reconhecimento de gênero e identidade
Em 1980 a transexualidade foi catalogada como um fenômeno da psiquiatria no Manual Diagnóstico e Estatístico de Transtornos Mentais (DSM) III. A Organização Mundial de Saúde também classificava a identidade de gênero, quando não concordante com o sexo biológico, como transtorno mental pela Classificação Estatística Internacional de Doenças, Lesões e Causas de Óbito (CID). A organização retirou a transexualidade da lista de doenças ou distúrbios mentais em 2018.
Em 2014, quando tinha 45 anos, Neon entrou na Justiça com um pedido de retificação de gênero em sua documentação. Na época, o governo federal brasileiro exigia um laudo médico que comprovasse a transexualidade de quem pleiteava a alteração dos documentos. Para isso, as pessoas precisavam se submeter a laudos médicos e de juízes. Neon se recusou a passar pela avaliação médica por entender que sua identidade não é uma patologia. A questão da dispensa de laudos quase nunca foi judicializada.
Com a demora no processo jurídico, Neon pediu em 2016 morte assistida à Organização dos Estados Americanos (OEA) caso seu gênero e sua identidade não fossem reconhecidos pelo Estado brasileiro. Ela foi a primeira mulher trans a falar presencialmente na OEA e o fez a convite do Geledés - Instituto da Mulher Negra.
No dia 31 de outubro de 2016, o juiz Celso Lourenço Morgado, da 6ª Vara Cível de São Bernardo do Campo, concedeu o pedido de mudança de gênero e nome. Na sentença, ele afirmou: “A transexualidade não é uma condição patológica e a identidade de gênero é autodefinida pela pessoa.” A decisão pavimentou o caminho para o país derrubar, dois anos depois, a necessidade de judicialização para mudança no registro civil. Em março de 2018 o Supremo Tribunal Federal reconheceu o direito à alteração de nome e gênero no registro civil sem a realização de procedimento cirúrgico de redesignação de sexo e de processo judicial.

## Reconhecimentos
A trajetória de Neon Cunha como ativista de direitos humanos foi reconhecida por diversos órgãos e premiações. Recebeu da Assembleia Legislativa do Estado de São Paulo em 2019 a Medalha Theodosina Ribeiro, que homenageia mulheres que se destacam na sociedade. Em 2021, recebeu da Universidade Federal do ABC menção honrosa pelo combate ao ódio aos LGBTQIA+ e por sua contribuição no processo de aprovação das cotas transgênero na UFABC. Em 2023, foi ganhadora do Prêmio Milu Villela ao lado de Nego Bispo e Léa Garcia.
Desde 2018 é matrona da Casa Neon Cunha, espaço de acolhimento para pessoas LGBTQIA+ em situação de vulnerabilidade social no ABC Paulista.

## Publicações
Além do trabalho como funcionária pública na Prefeitura de São Bernardo do Campo, Neon atua em outras áreas. Na moda, é atualmente colaboradora da Isaac Silva e do Instituto Casa de Criadores.
Já publicou artigos em diversas publicações, entre elas no livro “Mobilidade antirracista”, organizado pela Fundação Rosa Luxemburgo, em que escreveu o artigo “Transicionar o coletivo é preciso”, ao lado do jornalista João Bertholini, além de colunas nos sites Midia Ninja, Máxima e Alma Preta.

## Atuação política
Em 2022 foi candidata a deputada estadual pelo estado de São Paulo e obteve 35.111 votos. Em 2024 foi candidata a vereadora pela cidade de São Paulo, mas não conseguiu ser eleita.